# 쉬정원
쉬정원(중국어 정체자: 徐正文, 병음: Xú Zhèngwén, 한자음: 서정문, 1966년~)은 타이완의 정치인이다.